# Dünedain (musikgrupp)
Dünedain är ett melodiskt hårdrocksband från Ávila (Spanien) som är aktiva sedan 1996. Musikaliskt spelar bandet en blandning av traditionell heavy metal och episk power metal med väldigt melodiska refränger och spanskspråkiga låttexter. 

## Medlemmar

### Nuvarande medlemmar
- Tony Delgado (Juan Antonio Delgado) – sologitarr, sång (1996–2001, 2009–2011, 2011–2015), sologitarr, bakgrundssång (2001–2009, 2015–)
- Mariano Sánchez (bror till Tony Delgado) – rytmgitarr (1996–)
- Miguel Arias – trummor (1996–)
- Nano (Carlos Sanz) – sång (2015–)

### Tidigare medlemmar
- Izko (Jesús Izko) – basgitarr (2014–2017)
- Jacin (Jacinto) – basgitarr (1996–2001), basgitarr, sång (2001–2009), basgitarr, bakgrundssång (2009–2013)

## Diskografi

### Demo
- Maketa – 2002

### Studioalbum
- Dünedain – 2004
- La luz de mi oscuridad – 2007
- Buscando el norte – 2009
- Buscando el norte II: La tierra de los sueños – 2009
- Mágica – 2012
- Pandemonium – 2016
- Memento Mori – 2019

### Samarbete
- Unidos Por El Metal (tillsammans med bandet Zenobia) – 2011

### Samlingsalbum
- Buscando el Norte – 2010

### Singlar
- "1000 golpes" – 2013
- "Melancolía" – 2014
- "Por Los Siglos De Los Siglos" (ny version) – 2015

### Musikvideor
- Fiel A Mi Libertad – 2010
- La Rosa Negra – 2010
- 1000 Golpes – 2013